# Krems (distrikt)
Krems (tidigare Krems-Land) är ett distrikt (Bezirk) i det österrikiska förbundslandet Niederösterreich. Dess huvudort är Krems an der Donau som dock inte ingår i distriktet då den är en stad med egen statut, det vill säga en stadskommun där stadsförvaltningen även sköter distriktsuppgifterna. 
Distriktet består av följande städer, köpingar och kommuner:
Städer
- Dürnstein
- Gföhl
- Langenlois
- Mautern an der Donau

Köpingar
- Aggsbach
- Albrechtsberg an der Großen Krems

Kommunerna i distriktet Krems

- Furth bei Göttweig
- Grafenegg
- Hadersdorf-Kammern
- Krumau am Kamp
- Lengenfeld
- Lichtenau im Waldviertel
- Maria Laach am Jauerling
- Mühldorf
- Paudorf
- Rastenfeld
- Rossatz-Arnsdorf
- Sankt Leonhard am Hornerwald
- Schönberg am Kamp
- Senftenberg
- Spitz
- Straß im Straßertale
- Stratzing
- Weißenkirchen in der Wachau

Landskommuner
- Bergern im Dunkelsteinerwald
- Droß
- Gedersdorf
- Jaidhof
- Rohrendorf bei Krems
- Weinzierl am Walde